# Jettenhausen 3

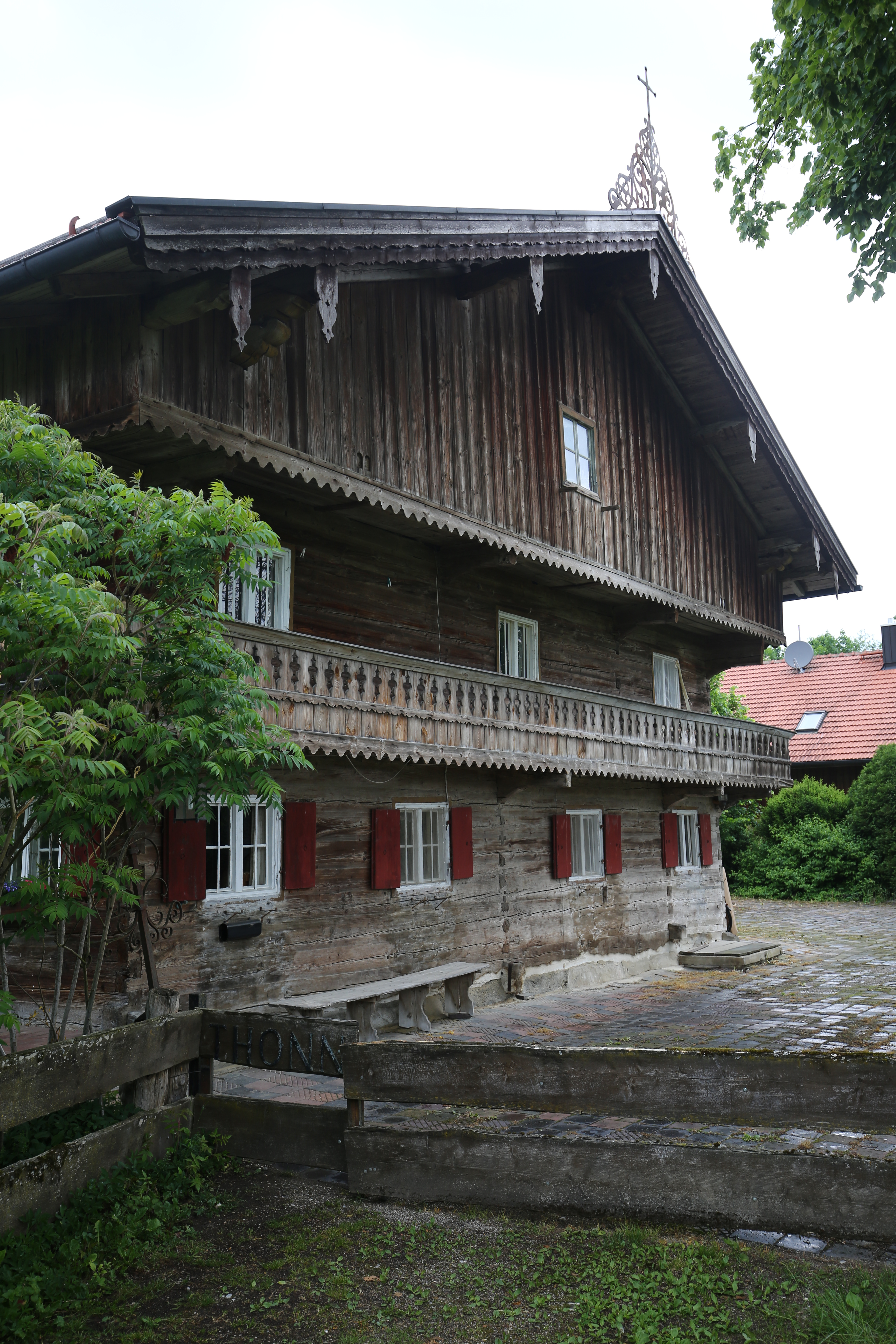
Jettenhausen 3, Ostseite

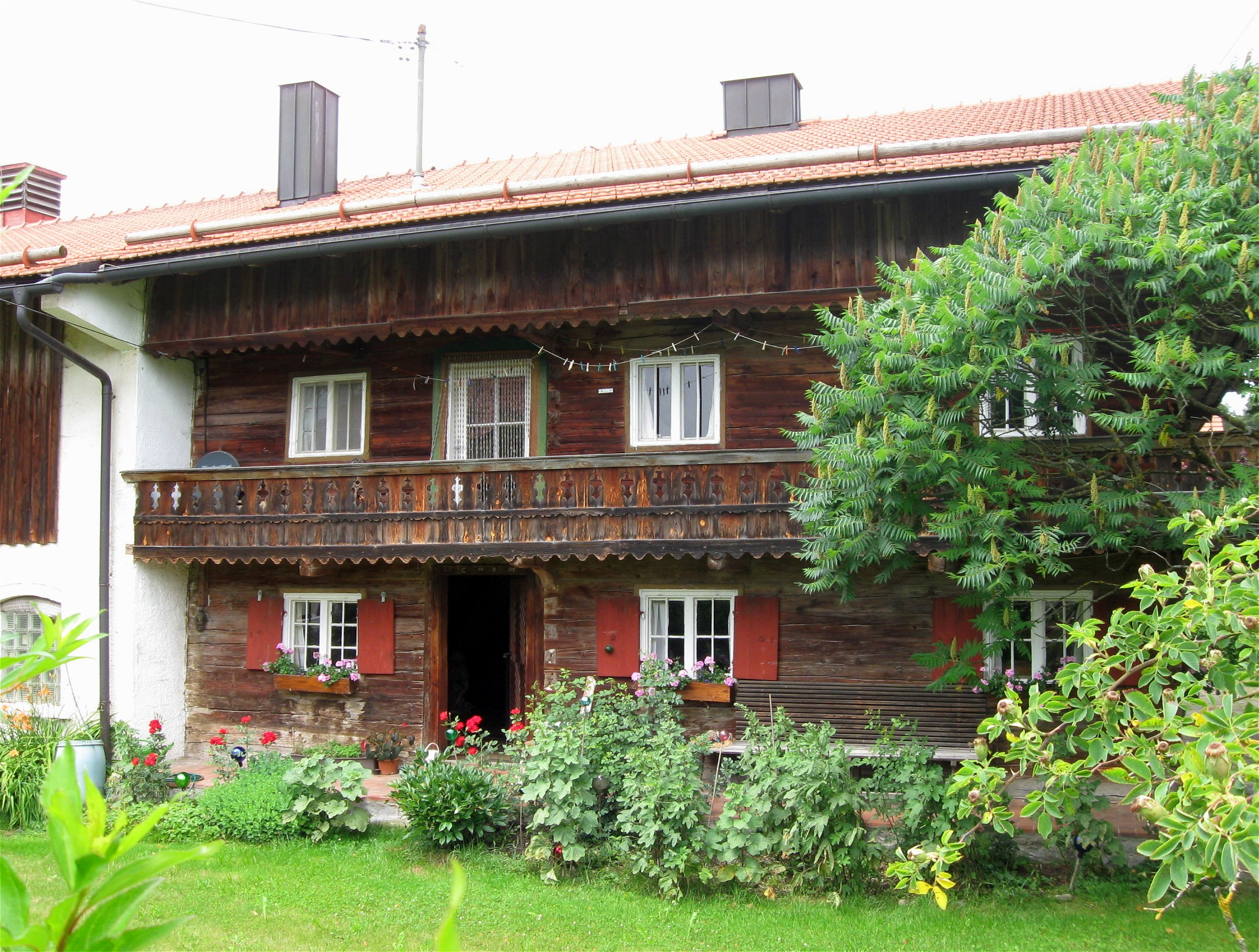
Jettenhausen 3, Südseite des Wohnteils

Das Haus Nr. 3 in dem Ortsteil Jettenhausen der oberbayerischen Gemeinde Oberhaching ist ein Bauernhof. Das Gebäude ist als Baudenkmal in die Bayerische Denkmalliste eingetragen.

## Lage
Der Bauernhof liegt am Nordrand des Orts an der Straße nach Oberbiberg.

## Beschreibung
Der Wohnteil des Einfirsthofs ist ein zweigeschossiger Blockbau mit Kniestock. Der Bau stammt aus der ersten Hälfte des 17. Jahrhunderts, sein flaches Satteldach aus dem 18. Jahrhundert. Das Obergeschoss hat einen dreiseitig umlaufenden Balkon. Der Kniestock des Dachgeschosses springt nach außen über die Hauswände vor.
Östlich des Bauernhauses steht ein ehemaliger Getreidekasten aus dem 18. Jahrhundert, ein eingeschossiger Blockbau mit Satteldach, der ebenfalls unter Denkmalschutz steht.